# Willy van de Kerkhof
Wilhelmus van de Kerkhof (16 de setembro de 1951 em Helmond) mais conhecido como Willy, é um ex-futebolista neerlandês.

## Carreira
Willy e seu irmão gêmeo René fizeram parte da seleção neerlandesa das copas de 1974 e 1978 conquistando dois vice-campeonatos. Willy jogou 63 partidas por seu país, marcando 5 gols.
Ele foi nomeado por Pelé como um dos 125 melhores jogadores do mundo em Março de 2004.

## Títulos
PSV Eindhoven:
- Liga dos Campeões da UEFA: 1987–88
- Copa da UEFA: 1977-78
- Eredivisie: 1974-1975 , 1975-1976 , 1977-1978 , 1985-1986 , 1986-1987 , 1987-1988
- Copa da Holanda: 1973–74 , 1975–76 , 1987–88

Seleção Holandesa
- Copa do Mundo FIFA:1974 e 1978 - Vice campeão
- Eurocopa: 1976 - Terceiro Lugar
- Torneio de Paris de Futebol: 1978

## Ligações Externas
- Perfil em FIFA.com (em inglês)